# Heinrich Debus
Heinrich Debus (30 de junho de 1921 - 5 de março de 1996) foi um oficial alemão que serviu durante a Segunda Guerra Mundial. Foi condecorado com a Cruz de Cavaleiro da Cruz de Ferro.

## Carreira

### Patentes
SS-Hauptsturmführer

### Condecorações
| Cruz de Ferro 2ª Classe            | 17 de agosto de 1942    |
| Cruz de Ferro 1ª Classe            | 18 de fevereiro de 1943 |
| Cruz Germânica em Ouro             | 23 de janeiro de 1944   |
| Cruz de Cavaleiro da Cruz de Ferro | 4 de maio de 1944       |